# Georges Nomarski
Georges (Jerzy) Nomarski (6 de enero de 1919 - 17 de febrero de 1997) fue un físico teórico y óptico polaco. Creador de  Nomarski Interferencia Contraste (NIC) o microscopía de contraste de interferencia diferencial (DIC), el método es muy utilizado para estudiar especímenes biológicos vivos y tejidos sin teñir.

## Biografía
Nacido en Nowy Targ, Nomarski fue educado en Varsovia y sirvió en la Resistencia polaca durante la Segunda Guerra Mundial. Capturado por las fuerzas enemigas, fue prisionero de guerra hasta marzo de 1945. 
Terminó sus estudios en Francia y recibió su diploma de l'Ecole Supérieure d'Optique Paris (Grande Ecole). 
En 1950, estableció el Laboratorio de microscopie Optique de L'Institut d'Optique y se convirtió en profesor de microscopía y jefe del departamento de su alma mater. Al mismo tiempo realizó una investigación en el Centro Nacional de Investigación Científica (CNRS), donde accedió a Director de Investigación en 1965.

## Honores
- Miembro de la Sociedad Americana de Óptica (1972)
- Miembro Honorario de la Real Sociedad microscópico
- Medalla de Abbe destinatario
- SPIE Medalla de Oro (1995)